# 1948-as Grand Prix-szezon
Az 1948-as Grand Prix-szezon volt a Grand Prix-versenyzés háború utáni harmadik, összességében harmincötödik szezonja.

## Versenyek

### Grandes Épreuves
| Verseny         | Helyszín    | Időpont       | Győztes versenyző   | Győztes konstruktőr | Összefoglaló |
| --------------- | ----------- | ------------- | ------------------- | ------------------- | ------------ |
| monacói nagydíj | Monaco      | Május 16.     | Nino Farina         | Maserati            | Összefoglaló |
| svájci nagydíj  | Bremgarten  | Június 4.     | Carlo Felice Trossi | Alfa Romeo          | Összefoglaló |
| francia nagydíj | Reims       | Június 18.    | Jean-Pierre Wimille | Alfa Romeo          | Összefoglaló |
| olasz nagydíj   | Torino      | Szeptember 5. | Jean-Pierre Wimille | Alfa Romeo          | Összefoglaló |
| brit nagydíj    | Silverstone | Október 2.    | Luigi Villoresi     | Maserati            | Összefoglaló |

### Más nagydíjak
| Verseny                                                           | Helyszín | Időpont     | Győztes versenyző | Győztes konstruktőr | Összefoglaló |
| ----------------------------------------------------------------- | -------- | ----------- | ----------------- | ------------------- | ------------ |
| Gran Premio del General Juan Perón y de la Ciudad de Buenos Aires | Palermo  | Január 17.  | Luigi Villoresi   | Maserati 4CL        | Összefoglaló |
| Gran Premio Dalmiro Varela Castex                                 | Palermo  | Február 17. | Luigi Villoresi   | Maserati 4CL        | Összefoglaló |